# Атиповий аутизм
Атипо́вий аути́зм — загальний розлад розвитку, що виникає внаслідок порушення розвитку головного мозку і характеризується вираженим і всебічним дефіцитом соціальної взаємодії і спілкування, а також обмеженими інтересами, повторюваними діями. Відрізняється від дитячого аутизму (F84.0) або більш пізнім віком початку (після трьох років), або відсутністю як мінімум одного з основних діагностичних критеріїв (стереотипів, порушень комунікації).
Часто зустрічається у дітей з глибокою розумовою відсталістю та в осіб з важким специфічним розладом розвитку рецептивної мови.

## Епідеміологія
Поширеність — 2 випадки на 10 000 населення. Переважають особи чоловічої статі (2-5:1).

## Етіологія
В більшості випадків в анамнезі є відомості про медичні ускладнення при вагітності і пологах. У половини хворих спостерігаються виражені неврологічні симптоми.

## Діагностичні критерії
Розумова відсталість кодується таким чином:
- F84.11 Атиповий аутизм із розумовою відсталістю (включається розумова відсталість з аутистичними рисами)
- F84.12 Атиповий аутизм без розумової відсталості (включається атиповий дитячий психоз)

### Диференціальна діагностика
На відміну від атипового аутизму при синдромі Аспергера не спостерігається затримки мовного та когнітивного розвитку. Диференціальна діагностика з шизофренією проводиться як і при дитячому аутизмі.

## Лікування
Принципи лікування схожі з такими при дитячому аутизмі.